# Corrado Vergnano
Corrado Vergnano (Torino, XIX secolo – XIX secolo) è stato un attore teatrale italiano.
Capocomico e direttore di compagnie, fu mentore di Gustavo Modena.